# Qoridai
Qoridai (mongol : ᠬᠣᠷᠢᠳᠠᠢ, VPMC : qoridai, cyrillique : Хоридай, MNS : khoridai) est un khan mongol, fils de Kubilai Khan.

## Biographie
Certains ont considérer qu'il est le cinquième fils de Kubilai Khan et d'une de ses épouse, Qoruchin Khatun, fille de l'influent khan merkit, Qutuqu.
Il fut chargé, par le khagan Möngke d'envahir le Tibet central entre et 1251-1253, en tant que commandant des troupes mongoles. Il soumet à la domination mongole toute la région jusqu'à Damxung (Dangquka), au nord-est de Lhassa, d'autre part une armée commandée par Dupeta (ou Dobeta) pénétrer dans le pays jusqu'à Dam, tuant, pillant, incendiant des maisons, détruisant des temples,.